# Sport i Örnsköldsvik
Sport i Örnsköldsvik omfattar de flesta idrottsgrenar inom vinter- och bollsport. En av Örnsköldsviks mest framstående idrottare genom tiderna är skidåkerskan Märta Norberg med tio SM-guld och tre VM-brons.

## Ishockey

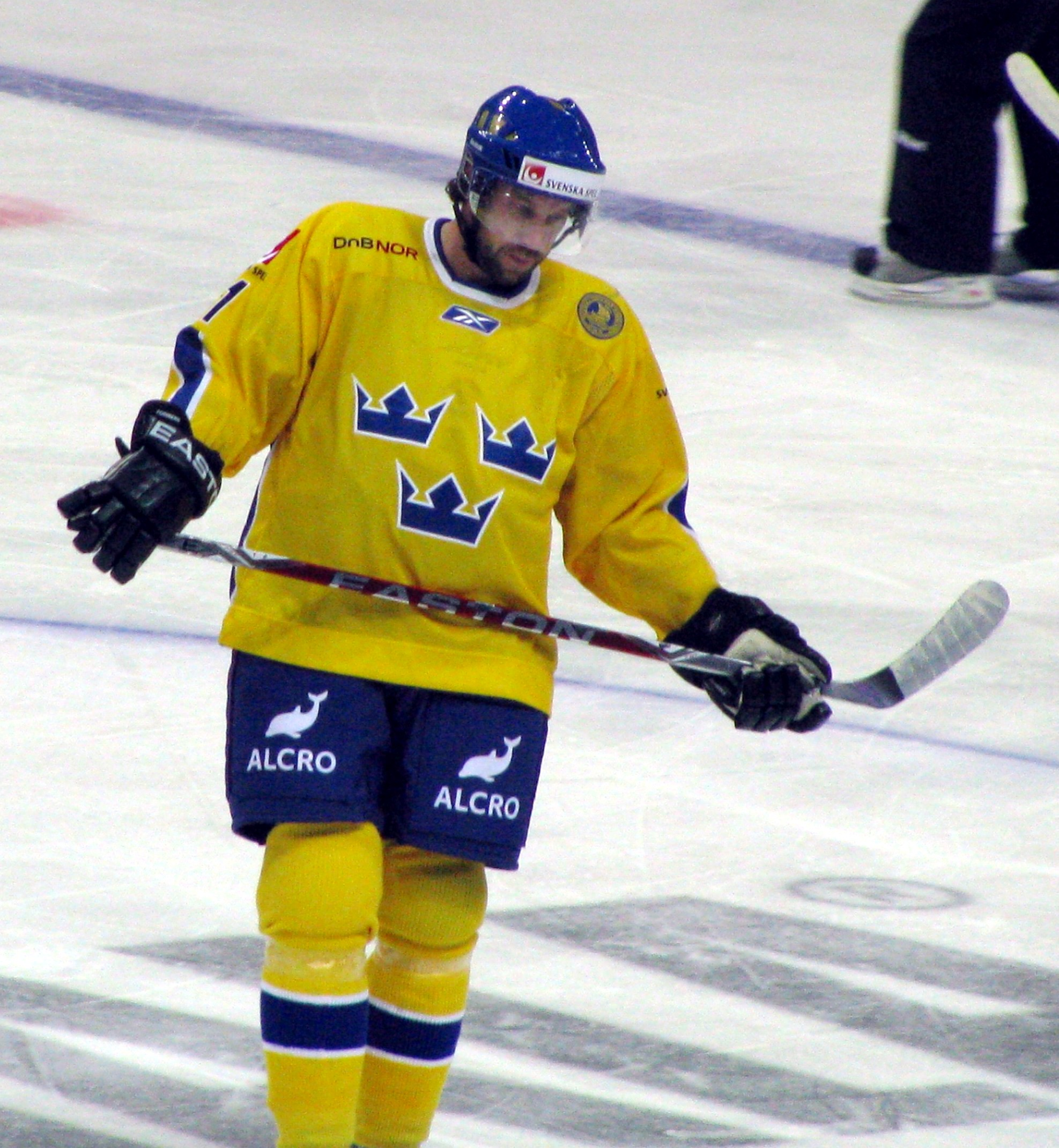
Örnsköldsvik kallas populärt även "Foppaland", efter Peter Forsbergs framgångar inom ishockey.

Örnsköldsvik kan ofta förknippas med en anrik ishockeykultur och i synnerhet genom klubben Modo Hockey, vilken blev svensk mästare säsongerna 1978/1979 och 2006/2007, och har fostrat ett antal världskända spelare som Peter Forsberg, Markus Näslund, Niklas Sundström, Daniel Sedin, Henrik Sedin och Victor Hedman. Ibland kallas Örnsköldsvik, framför allt i ishockeykretsar, för "Foppaland".
Modo Hockeys A-herrlag spelar i Hägglunds Arena, men använde sig av Kempehallen 1964–2006.
Örnsköldsvik Hockey som befinner sig i Hockeyettan bedriver ishockey med spel i Skyttishallen, och är ärkerivaler med Järveds IF. Även i Svedjeholmens IF bedrivs ishockey.
Ishockeydomaren Roger Öberg är från Själevad utanför Örnsköldsvik.

## Fotboll
Fotbollen i kommunen har alltid bestått av många olika föreningar som alla velat spela huvudrollen. Detta har i sin tur lett till att det genom åren funnits många heta, lokala derbyn för alla fotbollsintresserade. Det mest anrika derbyt brukade vara det mellan Domsjö IF och Friska Viljor FC (som spelade i Superettan 2004). Det är också de två lag som har nått högst i divisionerna genom åren. I modern tid är det hetaste derbyt det mellan Friska Viljor och Gottne IF. Andra fotbollsklubbar på orten är MoDo FF, Arnäs IF och Hägglunds IOFK. Kommunens främsta fotbollsklubb på damsidan är Själevads IK, mest framgångsrik med bland annat två allsvenska säsonger (2004 och 2005).

## Innebandy
I innebandy hade VK Rasket ett topplag på damsidan under 1980-talet. Örnsköldsvik Innebandy (före detta Örnsköldsviks SK), som blev svenska mästare i innebandy för damer säsongen 2003/2004, är nu den ledande föreningen i staden. Sedan 2007 är Skyttis föreningens hemmaarena. Föreningens representationslag spelar i Elitserien i innebandy för damer och Division 1 Norra herrar. Örnsköldsviks främsta innebandyspelare genom tiderna, Martin Olofsson, var coach för både föreningens damlag och Sveriges damlandslag i innebandy 2007/2008.

## Andra idrotter
I Örnsköldsvik finns också en friidrottsklubb som heter IF Vingarna som bildades den 7 oktober 1934. Om somrarna håller IF Vingarna till på Örnsköldsviks enda friidrotts-arena, vid Skyttis. Vingarna arrangerar varje år ett antal tävlingar bland annat Vingaspelen.
I orientering finns Skogslöparna i Själevad, Orienteringsklubben Nolaskogsarna i Domsjö, Hägglunds IoFK i Gullänget, Husums IF i Husum, Sidensjö IK i Sidensjö och Kubbe-Norrflärke IF utanför Bredbyn.
En annan sportklubb på orten är IF Friska Viljor, med framgångar inom nordisk skidsport, främst backhoppning och nordisk kombination. Stadens stora backe vid infarten till staden på Paradiskullen är något av ett signum för staden och lockar hoppare året om.
Strax utanför Örnsköldsvik finns golfklubben Veckefjärdens GC, och Solänget travbana.

## Större sportevenemang i Örnsköldsvik
- SM i längdskidåkning 1916[2]
- SM i längdskidåkning 1927[2]
- SM i längdskidåkning 1937[2]
- SM i längdskidåkning 1950[2]
- SM i längdskidåkning 1967[2]
- Paralympiska vinterspelen 1976
- SM i orientering 1978
- U-21-VM i nordisk skidsport 1980
- SM i längdskidåkning 1987[2]
- SM i längdskidåkning 1990 (stafetter)[3]
- SM i längdskidåkning 1993[2]
- U-18-EM i ishockey 1990[4]
- O-ringens 5-dagarsorientering 1994
- VM i kälkhockey 2004[5]
- SM i orientering 2004
- EM i curling för herrar och damer 2008
- SM i skidorientering 2009
- USM orientering 2010
- SM i skidorientering 2012
- O-Ringen Höga Kusten 2018

### Fotnoter
1. ↑  ”Dagens Nyheter”. 17 februari 2011. http://www.dn.se/kultur-noje/musik/falsettchock-i-foppaland. Läst 11 augusti 2011.
2. 1 2 3 4 5 6 7  ”Svenska Skidförbundet”. http://old.skidor.com/sv/SvenskaSkidforbundet/Historikochstatistik/Svenskamastare/SM-orterlangd/. Läst 11 augusti 2011.[död länk]
3. ↑   Horisont 1990. Bertmarks
4. ↑  ”Hockey Archives”. http://www.hockeyarchives.info/U-18_1990.htm. Läst 11 augusti 2011.
5. ↑  ”Svenska Dagbladet”. 24 april 2004. http://www.svd.se/sport/sverige-tog-brons-i-kalkhockey-vm_143192.svd. Läst 11 augusti 2011.